# Ciambellano

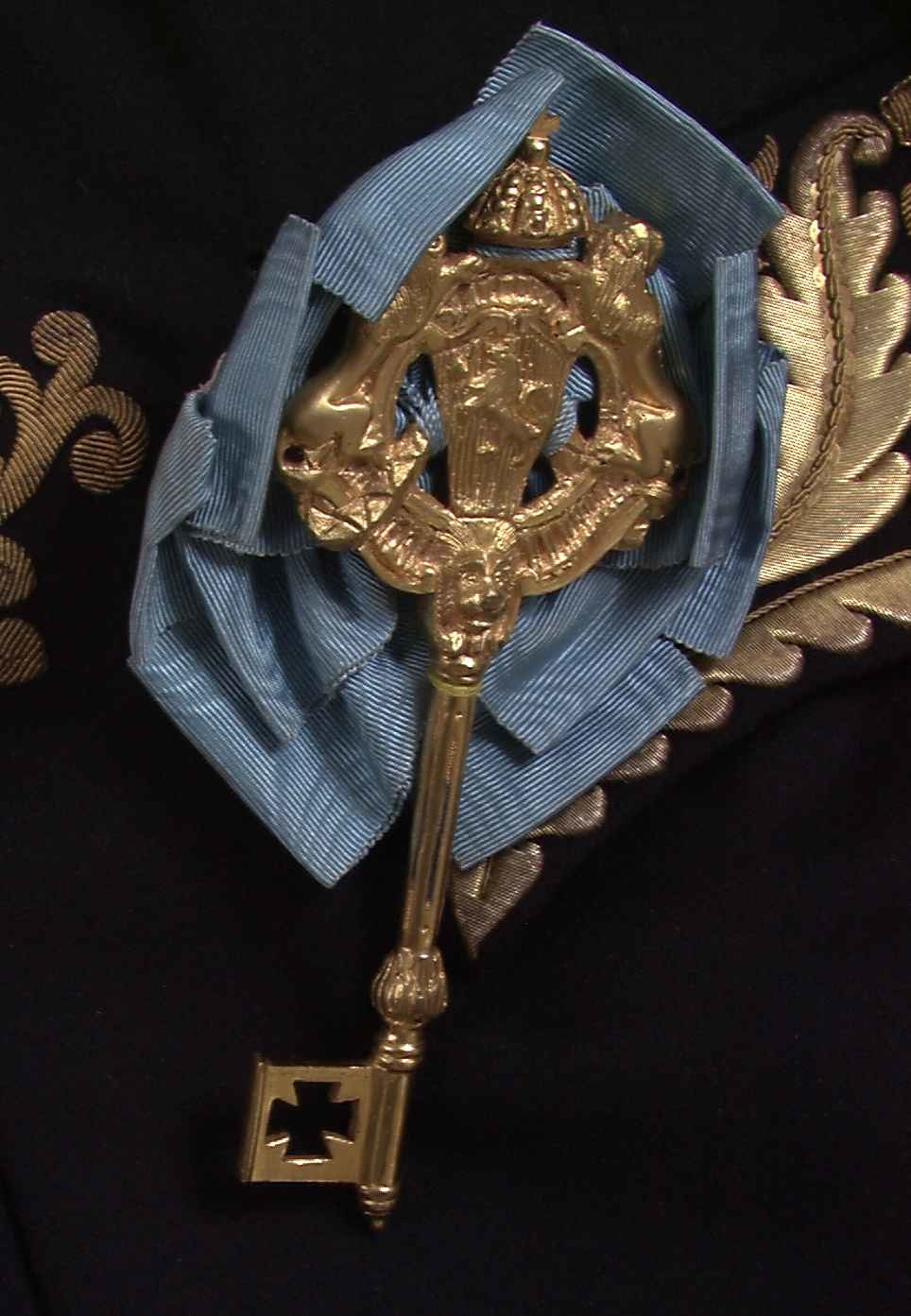
La chiave del Ciambellano della corte norvegese

Un ciambellano o camerlengo è un dignitario incaricato di gestire gli appartamenti e il tesoro del re. Storicamente il ciambellano aveva il compito di ricevere e sborsare denaro custodito nella camera reale. La posizione era solitamente assegnata a un membro di rango elevato della nobiltà o del clero. Nell'Impero romano il ruolo prendeva il nome di cubicolario. Nella Chiesa cattolica romana il camerlengo detiene poteri estesi, avendo il controllo dei proventi della casa papale. 
La carica, talvolta nelle forme Gran ciambellano o Gran camerlengo, è ancora in uso presso alcuni ordinamenti politici moderni.

## Etimologia
I termini camerlengo e ciambellano condividono l'etimo e sono considerati sinonimi.
Il titolo di "camerlengo" deriva dal latino medievale camarlingus, a sua volta corruzione, a partire dal franco kamerling, del latino camerarius, con il significato di "addetto alla camera" (generalmente sottinteso "del tesoro" e "del sovrano"). Il significato del titolo e la funzione sono in parte confrontabili con quelle del cubicolario nel tardo impero romano, nell'impero bizantino e nella Corte pontificia.
Il termine "ciambellano" oppure "ciamberlano" è legata alla forma anglosassone del titolo, ossia chamberlain, affine al francese chambellan.

## Origine ed evoluzione
Il titolo nasce come impostazione di governo dei regni tra il V e l'VIII secolo, quando il potere politico era diviso tra il re e il maggiordomo di palazzo, in un rapporto paragonabile a quello, più tardo, tra l'imperatore e lo Shōgun nel Giappone feudale. Generalmente con tali titoli si designa colui che amministra il tesoro e i beni dello Stato e l'amministrazione da lui retta prende sovente il nome di "camera". In passato monasteri, cattedrali e città medievali disponevano dell'incarico di ciambellano.
Particolare importanza ha avuto il titolo di Grand Chambrier de France: il Gran Camerlengo di Francia era uno dei grandi ufficiali e delle massime cariche della corona di Francia nell'epoca dell'Ancien Régime, la carica conferiva anche titolo di nobiltà ereditaria di massimo grado. Egli era il capo degli uffici reali e di tutto il patrimonio del re. La carica francese fu soppressa nel 1545. Oltre al Grand Chambrier esisteva però anche la carica di Chambellan de France (grand chambellan), che era in origine il responsabile della camera da letto del re e divenne poi il custode del sigillo privato. Esistevano anche figure di rilievo inferiore come lo Chambellan de Normandie, nonché, alle dipendenze del duca di Berry, lo Chambellan de Poitou e lo Chambellan de Berry et Auvergne. Anche il duca di Borgogna aveva alle sue dipendenze chambellan con analoghe incombenze.
Ancora oggi il direttore finanziario della Corporazione della Città di Londra è chiamato "ciambellano" (in inglese Chamberlain of the City of London).

## Elenco dei ciambellani

### Austria
- Kammerherr, o Kämmerer (con l'incarico di finanze, tesoreria)

### Brunei
- Gran Ciambellano del Consiglo del Brunei intitolato Yang Amat Mulia Pengiran Penggawa Laila Bentara Istiadat Diraja Dalam Istana. L'attuale Gran Ciambellano è Pengiran Haji Alauddin Pengiran Paduka Tuan Pengiran Haji Abu Bakar.

Intorno all'anno 2012, il Gran Ciambellano del Consiglio, Alauddin bin Abu Bakar, in una trasmissione di emergenza aveva annunciato il divorzio tra il Sultano e la sua terza moglie.
Il 7 giugno 2015, il Gran Ciambellano del Brunei ha annunciato la nascita del principe ereditario del Brunei.

### Impero bizantino
- Koubikoularios
- Paracoimomenos
- Praepositus sacri cubiculi

### Danimarca
- Hofmarskallen (Maresciallo della Corte)
  - Signori delle camere
  - Signora della Camera
- Lord Ciambellano di Danimarca

### Francia
- Maggiordomo di palazzo
- Gran Ciambellano di Francia
- Grand Chambrier de France

### Germania
- Kammerherr, o Kämmerer (con l'incarico di finanze, tesoreria)

### Sacro Romano Impero
- Kammerherr, o Kämmerer (con l'incarico di finanze, tesoreria)
- Reichskämmerer (ciambellano imperiale)
- Lord Ciambellano dell'Arciduchessa

### Giappone
- Gran Ciambellano del Giappone

### Norvegia
- Lord Ciambellano di Norvegia

### Polonia
- Podkomorzy

### Portogallo
- Ciambellano Maggiore del Portogallo
- Ciambellano del Principe del Portogallo

### Impero romano
- Admissionales
- Praepositus sacri cubiculi
- Cubicularius

### Impero russo
Ober-Kammerherr o Kammerherr (in russo: обер-камергер o камергер). Storicamente, postelnichiy (постельничий) era la carica cerimoniale alla corte di un Granduca. Più tardi, nel 1772, alla corte dello Zar fu introdotto il termine tedesco Kammerherr. L' Ober-Kammerherr era responsabile delle udienze concesse ai membri della famiglia reale. Dall'inizio del XVIII secolo, l'Ober-Kammerherr era il funzionario nominato più anziano della corte imperiale russa associato alla famiglia del sovrano. Le figure più importanti erano:
- Principe Alexander Danilovich Menshikov 1727 - 1728
- Principe Ivan Alekseevich Dolgorukov  [ ru ] 1730 - 1740
- Duca Ernst Johann von Biron 1730 - 1740
- Conte Pëtr Borisovič Šeremetev 1761 - 1768
- Boris Vladimirovič Štjurmer 1916–1917, ultimo Ober-Kammerherr dello zar Nicola II.

### Serbia (Medioevo)
- Kaznac

### Svezia
In Svezia ci sono dieci ciambellani di servizio (in svedese: kammarherrar) e quattro ciambellani di servizio di gabinetto (kabinettskammarherrar) presso la corte reale. I ciambellani non sono impiegati dalla corte, ma prestano servizio durante le occasioni cerimoniali come visite di stato, udienze e cene ufficiali.

### Thailandia
In Thailandia il capo dell'Agenzia della Casa Reale è intitolato Lord Ciambellano (เลขาธิการพระราชวัง). Ha come vice diversi Gran Ciambellani, solitamente responsabili di un lavoro specifico.

### Regno Unito
- Lord Gran Ciambellano (uno dei Grandi ufficiali dello Stato)
- Lord Ciambellano (alto funzionario esecutivo della Casa Reale)
- Chamberlain della City of London (alto funzionario della City Corporation, il suo direttore delle finanze. La nomina di un City Chamberlain è registrata per la prima volta nel 1276; i suoi doveri erano correlati alla City Chamber, dove venivano custoditi i soldi. Presiedeva anche all'ammissione dei Freemen della City of London, e continua a farlo oggi.)
- Ciambellano dello Scacchiere, funzionario del tesoro nello Scacchiere inglese
- Lord Ciambellano di Scozia (una carica storica dello Stato nel Regno di Scozia dal 1124 al 1703)

### Vaticano
- Camerlengo di Santa Romana Chiesa
- Gentiluomo di sua santità (già noto come Cameriere di spada e cappa)